# Shadow in the Cloud
Shadow in the Cloud är en actionskräckfilm från 2020 i regi av Roseanne Liang, från ett manus skrivet av Liang och Max Landis, med Chloë Grace Moretz, Beulah Koale, Taylor John Smith, Callan Mulley och Nick Robinson i rollerna. Den följer en kvinnlig flygofficer på ett topphemligt uppdrag i Stilla havet under andra världskriget, som efter att ha gått ombord på en Boeing B-17 Flying Fortress, stöter på en ond gremlin under flygningen.
Filmen hade premiär på Toronto International Film Festival den 12 september 2020. Den släpptes senare av Vertical Entertainment och Redbox Entertainment, vilket den gjorde den 1 januari 2021.

## Handling
Under andra världskriget kliver en kvinnlig pilot med hemligt paket ombord på ett bombplan. Snart dyker en skugga upp bland molnen. De blir fångade mellan ett hot utanför och en ondska inne i planet. Maude måste kämpa för att rädda alla.

## Rollista och karaktärer
| Chloë Grace Moretz | – Maude Garrett    |
| Beulah Koale       | – Anton Williams   |
| Taylor John Smith  | – Walter Quaid     |
| Callan Mulley      | – John Reeves      |
| Benedict Wall      | – Tommy Dorn       |
| Byron Coll         | – Terrence Taggart |
| Joe Witkowski      | – Bradley Finch    |
| Nick Robinson      | – Stu Beckell      |